# Literaturjahr 1991
Liste der Literaturjahre

◄◄ | ◄ | 1987 | 1988 | 1989 | 1990 | Literaturjahr 1991 | 1992 | 1993 | 1994 | 1995 | ► | ►►

Weitere Ereignisse

## Ereignisse

### Literaturpreise
- Literaturnobelpreis: Nadine Gordimer[1]

- Nebula Award

- Michael Swanwick, Stations of the Tide, In Zeiten der Flut, Kategorie: Bester Roman
- Nancy Kress, Beggars in Spain, Bettler in Spanien, Kategorie: Bester Kurzroman
- Mike Conner, Guide Dog, Blindenhund, Kategorie: Beste Erzählung
- Alan Brennert, Ma Qui, Die verlorene Seele, Kategorie: Beste Kurzgeschichte

- Hugo Award

- Lois McMaster Bujold, The Vor Game, Der Prinz und der Söldner, Kategorie: Bester Roman
- Joe Haldeman, The Hemingway Hoax, Der Schwindel um Hemingway, Kategorie: Bester Kurzroman
- Mike Resnick, The Manamouki, Manamouki, Kategorie: Beste Erzählung
- Terry Bisson, Bears Discover Fire, Die Bären entdecken das Feuer, Kategorie: Beste Kurzgeschichte

- Locus Award

- Dan Simmons, The Fall of Hyperion, Das Ende von Hyperion auch: Der Sturz von Hyperion, Kategorie: Bester SF-Roman
- Ursula K. Le Guin, Tehanu: The Last Book of Earthsea, Tehanu, Kategorie: Bester Fantasy-Roman
- Anne Rice, The Witching Hour, Hexenstunde, Bester Dark Fantasy/Horror-Roman
- Michael F. Flynn, In the Country of the Blind, Kategorie: Bester Erstlingsroman
- Kim Stanley Robinson, A Short, Sharp Shock, Eine kurze, heftige Erschütterung, Kategorie: Bester Kurzroman
- Dan Simmons, Entropy's Bed at Midnight, Kategorie: Beste Erzählung
- Terry Bisson, Bears Discover Fire, Die Bären entdecken das Feuer, Kategorie: Beste Kurzgeschichte
- Orson Scott Card, Maps in a Mirror: The Short Fiction of Orson Scott Card, Kategorie: Beste Sammlung
- Gardner Dozois, The Year's Best Science Fiction: Seventh Annual Collection, Kategorie: Beste Anthologie

- Kurd-Laßwitz-Preis

- Carl Amery, Das Geheimnis der Krypta, Kategorie: Bester Roman
- Thomas Ziegler, Eine Kleinigkeit für uns Reinkarnauten, Kategorie: Beste Erzählung
- Peter Robert, Simulation, Kategorie: Beste Kurzgeschichte
- Iain M. Banks, Die Brücke, Kategorie: Bestes ausländisches Werk
- Hans Joachim Alpers für langjährige sekundärliterarische Leistungen, Sonderpreis

- Philip K. Dick Award

- Ian McDonald, King of Morning, Queen of Day, König der Dämmerung, Königin des Lichts

- Booker Prize: Ben Okri, The Famished Road
- Friedenspreis des deutschen Buchhandels: György Konrád
- Ingeborg-Bachmann-Preis: Emine Sevgi Özdamar, Das Leben ist eine Karawanserei
- Prix Goncourt: Pierre Combescot, Les Filles du Calvaire
- Pulitzer Prize for Drama: Neil Simon, Lost in Yonkers
- Pulitzer Prize for Fiction:  John Updike: Rabbit at Rest
- Pulitzer Prize for Poetry: Mona Van Duyn: Near Changes
- Ethel Wilson Fiction Prize: Audrey Thomas, Wild Blue Yonder
- Floyd S. Chalmers Award in Ontario History: Marianne McLean, The People of Glengarry: Highlanders in Transition 1745–1820 & John T. Saywell, Just Call Me Mitch. The Life of Mitchell F. Hepburn
- Journey Prize: Yann Martel, The Facts Behind the Helsinki Roccamatios
- Trillium Book Award: Margaret Atwood, Wilderness Tips
- Premio Nadal:  Alfredo Conde Cid, Los otros días
- Georg-Brandes-Preis: Bjørn Bredal
- Søren-Gyldendal-Preis: Vita Andersen
- Kritikerprisen (Dänemark): Ib Michael, Vanillepigen
- Weekendavisens litteraturpris: Søren Ulrik Thomsen, Hjemfalden
- Kritikerprisen (Norwegen): Kjell Askildsen, Et stort øde landskap

## Neuerscheinungen
Belletristik
- Alte Abdeckerei – Wolfgang Hilbig
- American Psycho – Bret Easton Ellis
- Aus der Mitte entspringt ein Fluß – Norman Maclean
- Bettler in Spanien – Nancy Kress
- The Dragon Reborn – Robert Jordan
- Das Echo aller Furcht – Tom Clancy
- Einmal Berlin, einfach – Sabine Brandt
- Die Firma – John Grisham
- Die folgende Geschichte – Cees Nooteboom
- Heir to the Empire – Timothy Zahn
- Hochzeitsreise – Patrick Modiano
- In einer kleinen Stadt – Stephen King
- Indiana Jones und die Herren der toten Stadt – Rob MacGregor
- Indiana Jones und das Schwert des Dschingis Khan – Wolfgang Hohlbein
- Indiana Jones und das verschwundene Volk – Wolfgang Hohlbein
- Konzert am Ende des Winters – Ismail Kadare
- Meine Zeit ist die Nacht – Ljudmila Petruschewskaja
- Die mörderische Teerunde – Agatha Christie
- Nacht, Tag und Nacht – Andrzej Szczypiorski
- Nagle einen Pudding an die Wand! – Christine Nöstlinger
- Postscriptum für Anna und Miriam – Maria Nurowska
- Reigen der Verdammten – António Lobo Antunes
- Scarlett – Alexandra Ripley
- Sofies Welt – Jostein Gaarder
- Stichwort: Liebe – David Grossman
- Die stumme Herzogin – Dacia Maraini
- Wilde Schafsjagd – Haruki Murakami

Drama
- Ein Jedermann – Felix Mitterer

Lyrik
- Die Katze in der leeren Wohnung – Wisława Szymborska

Sachliteratur
- Menschlichkeit und Friede – Albert Schweitzer (postum)
- SEX – Madonna
- Das Unbehagen der Geschlechter – Judith Butler
- Was hält Paare zusammen? – Jürg Willi
- Wilde Schwäne – Jung Chang

Sonstige Literatur
- Die Dschungel-Melodie – Gail Jorgensen (Bilderbuch)
- Midas oder Die schwarze Leinwand – Friedrich Dürrenmatt (postum)

## Geboren
- 20. Februar: Sally Rooney, irische Schriftstellerin
- 20. April: Marieke Lucas Rijneveld, nichtbinärer niederländischer Schriftsteller und Dichter
- 24. Juni: Hiba Abu Nada, palästinensische Poetin und Romanautorin (gest. 2023)
- 29. Juni: Charlotte Van den Broeck, belgische Dichterin und Autorin
- 02. Oktober: Johannes Floehr, deutscher Autor

### Genaues Datum unbekannt
- Hendrik M. Bekker, deutscher Schriftsteller
- Jonas Eika, dänischer Schriftsteller
- Katharina Mevissen, deutsche Schriftstellerin
- Louise Nealon, irische Schriftstellerin

## Gestorben
- 02. Januar: Edmond Jabès, französischer Schriftsteller und Dichter (* 1912)
- 02. Januar: Noma Hiroshi, japanischer Schriftsteller (* 1915)
- 03. Januar: Fritz Brunner, Schweizer Schriftsteller (* 1899)
- 03. Januar: Anna Gmeyner, österreichisch-britische Schriftstellerin (* 1902)
- 16. Januar: Heinz Rein, deutscher Schriftsteller (* 1906)
- 29. Januar: Inoue Yasushi, japanischer Schriftsteller (* 1907)
- 21. Februar: Hejar, kurdischer Schriftsteller, Dichter, Linguist und Übersetzer (* 1920)
- 14. März: Margery Sharp, britische Schriftstellerin (* 1905)
- 03. April: Graham Greene, britischer Schriftsteller (* 1904)
- 04. April: Max Frisch, Schweizer Architekt und Schriftsteller (* 1911)
- 00. April: Farah Mohamed Jama Awl, somalischer Schriftsteller (* 1937)
- 07. Mai: Kurt Zube, deutscher Autor, Verleger, Herausgeber (* 1905)
- 30. Mai: Walter Dirks, deutscher Publizist, Schriftsteller und Journalist (* 1901)
- 31. Mai: Angus Wilson, britischer Schriftsteller (* 1913)
- 10. Juni: Vercors, französischer Schriftsteller und Karikaturist (* 1902)
- 14. Juni: Werner Kraft, deutscher Bibliothekar, Literaturwissenschaftler und Schriftsteller (* 1896)
- 20. Juni: Max Lüthi, Schweizer Literaturwissenschaftler und Märchenforscher (* 1909)
- 24. Juni: Sumner Locke Elliott, australisch-US-amerikanischer Schriftsteller und Dramatiker (* 1917)
- 29. Juni: Henri Lefebvre, französischer Soziologe und Philosoph (* 1901)
- 05. Juli: Fritz Martini, deutscher Germanist und Literaturhistoriker (* 1909)
- 22. Juli: André Dhôtel, französischer Schriftsteller (* 1900)
- 24. Juli: Isaac Bashevis Singer, polnisch-US-amerikanischer Schriftsteller und Literaturnobelpreisträger 1978 (* 1902)
- 09. August: Richard Löwenthal, deutscher Politologe und Publizist (* 1908)
- 12. August: Hans Weigel, österreichischer Schriftsteller und Theaterkritiker (* 1908)
- 21. August: Wolfgang Hildesheimer, deutscher Schriftsteller und Maler (* 1916)
- 03. September: Rolf Italiaander, deutscher Schriftsteller und Kunstsammler (* 1913)
- 13. September: Erich Kern, österreichischer Schriftsteller und Publizist (* 1906)
- 24. September: Theodor Seuss Geisel, US-amerikanischer Kinderbuchautor und Cartoonzeichner (* 1904)
- 27. September: Roy Fuller, britischer Dichter und Schriftsteller (* 1912)
- 07. Oktober: Natalia Ginzburg, italienische Schriftstellerin (* 1916)
- 20. Oktober: Ronald M. Schernikau, deutscher Schriftsteller (* 1960)
- 08. November: Kurt Brand, deutscher Science-Fiction-Schriftsteller (* 1917)
- 27. November: Vilém Flusser, tschechischer Medienphilosoph und Kommunikationswissenschaftler (* 1920)
- 17. Dezember: Aida Mitsuo, japanischer Dichter und Kalligraph (* 1924)
- 22. Dezember: Raymond Cousse, französischer Schriftsteller, Dramatiker und Biograf (* 1942)
- 22. Dezember: George Stambolian, US-amerikanischer Herausgeber schwuler Literatur und Journalist (* 1938)